# Abdoul Bâ
Abdoul Bocar Bâ (ur. 8 lutego 1994 w Dakarze) – mauretański piłkarz pochodzenia senegalskiego grający na pozycji środkowego obrońcy. Od 2022 jest piłkarzem bez klubu.

## Kariera klubowa
Swoją karierę piłkarską Bâ rozpoczął w 2008 w klubie RC Lens. W 2012 roku zaczął grać w jego rezerwach, a w 2014 roku stał się członkiem pierwszego zespołu. 17 października 2014 zadebiutował w nim w Ligue 1 w przegranym 1:3 domowym meczu z Paris Saint-Germain. W sezonie 2014/2015 spadł z Lens z Ligue 1 do Ligue 2. W Lens grał do końca sezonu 2016/2017.
Latem 2017 Bâ przeszedł do AJ Auxerre. Swój debiut w nim zaliczył 8 września 2017 w zremisowanym 1:1 domowym spotkaniu z Tours FC. Zawodnikiem Auxerre był do końca sezonu 2019/2020.
Latem 2020 Bâ został zawodnikiem marokańskiego klubu Mouloudia Wadżda. Swój debiut w nim zanotował 5 grudnia 2020 w zremisowanym 1:1 wyjazdowym meczu z Rapide Oued Zem. W styczniu 2021 odszedł z Mouloudii, a w październiku 2021 został piłkarzem libijskiego Al-Ahly Trypolis. W styczniu 2022 rozwiązał kontrakt z tym klubem.
| Sezon   | Klub             | Kraj    | Rozgrywki                       | Mecze | Gole |
| ------- | ---------------- | ------- | ------------------------------- | ----- | ---- |
| 2011/12 | RC Lens B        | Francja | CFA                             | 3     | 0    |
| 2012/13 | RC Lens B        | Francja | CFA                             | 8     | 1    |
| 2013/14 | RC Lens B        | Francja | CFA                             | 17    | 2    |
| 2014/15 | RC Lens          | Francja | Ligue 1                         | 9     | 0    |
| 2014/15 | RC Lens B        | Francja | CFA                             | 3     | 0    |
| 2015/16 | RC Lens          | Francja | Ligue 2                         | 19    | 0    |
| 2015/16 | RC Lens B        | Francja | CFA                             | 5     | 0    |
| 2016/17 | RC Lens          | Francja | Ligue 2                         | 11    | 0    |
| 2016/17 | RC Lens B        | Francja | CFA                             | 2     | 0    |
| 2017/18 | AJ Auxerre       | Francja | Ligue 2                         | 26    | 1    |
| 2017/18 | AJ Auxerre B     | Francja | Championnat National 3          | 2     | 0    |
| 2018/19 | AJ Auxerre       | Francja | Ligue 2                         | 6     | 0    |
| 2019/20 | AJ Auxerre B     | Francja | Championnat National 3          | 3     | 0    |
| 2020/21 | Mouloudia Wadżda | Maroko  | GNF 1                           | 5     | 0    |
| 2021    | Al-Ahly Trypolis | Libia   | Dawrī ad-Darağa al-’Ūlà al-Lībī | ?     | ?    |

## Kariera reprezentacyjna
W reprezentacji Mauretanii Bâ zadebiutował 8 września 2013 w zremisowanym 0:0 towarzyskim meczu z Kanadą, rozegranym w Olivie. W 2019 roku był w kadrze na Puchar Narodów Afryki 2019. Zagrał na tym turnieju w trzech meczach grupowych: z Mali (1:4), z Angolą (0:0) i z Tunezją (0:0).
W 2022 roku Bâ został powołany do kadry na Puchar Narodów Afryki 2021. Na tym turnieju nie rozegrał żadnego meczu.